# Distrito de Wetterau
O Distrito de Wetterau (em alemão:  Wetteraukreis) é um distrito da Alemanha, na região administrativa de Darmstadt, estado de Hessen.

## Cidades e Municípios
- Cidades:

1. Bad Nauheim
2. Bad Vilbel
3. Büdingen
4. Butzbach
5. Friedberg
6. Gedern
7. Karben
8. Münzenberg
9. Nidda
10. Niddatal
11. Ortenberg
12. Reichelsheim
13. Rosbach vor der Höhe

- Municípios:

1. Altenstadt
2. Echzell
3. Florstadt
4. Glauburg
5. Hirzenhain
6. Kefenrod
7. Limeshain
8. Ober-Mörlen
9. Ranstadt
10. Rockenberg
11. Wölfersheim
12. Wöllstadt